# Верхні Торгаї
Верхні Торгаї — село в Україні, у Нижньосірогозькій селищній громаді Генічеського району Херсонської області. Населення становить 614 осіб.

## Історія
Засноване переселенцями-селянами з Київської губернії: Звенигородського, Уманського, Бердичевського повітів над балкою «Торгай» — 1869 р.
Станом на 1886 рік в селі Нижньо-Сірогозької волості мешкало 1 480 осіб, налічувалось 200 дворів, існувала лавка.
В селі на цей час діють: КСГП «Промінь». Фермерські господарства: «Ларта», «Вікден», Валентинівське, «Альфа», «Ольвія», «Промінь-21». ПСП «Урожайне». СФГ «Алос», «Бета», Вадимівське, «Меркурій», Олегівське. Сільське комунальне підприємство «Світанок», яке обслуговує 3 артезіанські свердловини.
Загальноосвітня середня школа І-ІІ ст. Сільський будинок культури. Дитсадок «Ромашка» (з 1964 р.) Фельдшерсько-акушерський пункт. Церква Різдва Пресвятої Богородиці (з 2000 р.)
12 червня 2020 року, відповідно до розпорядження Кабінету Міністрів України № 726-р «Про визначення адміністративних центрів та затвердження територій територіальних громад Херсонської області», увійшло до складу Нижньосірогозької селищної громади.
19 липня 2020 року, в результаті адміністративно-територіальної реформи та ліквідації  Нижньосірогозького району увійшло до складу Генічеського району.
24 лютого 2022 року село тимчасово окуповане російськими військами під час російсько-української війни.

## Населення
Згідно з переписом УРСР 1989 року чисельність наявного населення села становила 761 особа, з яких 348 чоловіків та 413 жінок.
За переписом населення України 2001 року в селі мешкало 600 осіб.

### Мова
Розподіл населення за рідною мовою за даними перепису 2001 року:
| Мова       | Відсоток |
| ---------- | -------- |
| українська | 93,65 %  |
| російська  | 5,54 %   |
| румунська  | 0,49 %   |
| білоруська | 0,33 %   |